# Batrachotomus kupferzellensis
Il batracotomo (Batrachotomus kupferzellensis) è un rettile estinto appartenente agli arcosauri. Visse nel Triassico medio (circa 230 milioni di anni fa) e i suoi resti sono stati ritrovati in Germania.

## Descrizione
Questo animale possedeva una corporatura massiccia, e poteva raggiungere una lunghezza di sei metri. Il dorso era percorso da una doppia fila di piccole piastre ossee appaiate (osteodermi) saldate a ogni vertebra. Queste strutture appiattite e a forma di foglia erano presenti anche nella regione ventrale della coda e, in misura minore, lungo i fianchi, il ventre e le zampe. Queste ultime erano semierette ma non erano di eguale lunghezza: quelle anteriori erano circa il 70% di quelle posteriori. I fossili non conservano perfettamente le dita dell'animale, ma si suppone che fossero presenti cinque dita negli arti posteriori e quattro in quelli anteriori, tutte armate di artigli.
Il cranio di Batrachotomus era alto e stretto, lungo circa 50 centimetri. Le numerose finestre che si aprivano nel cranio dovevano avere una funzione di alleggerimento, e permettevano alle fauci di aprirsi maggiormente. Le mascelle erano armate di denti aguzzi, compressi lateralmente e diseguali in forma e dimensione; questa caratteristica è nota come eterodontia. I denti delle premascelle (le ossa al margine anteriore del cranio) erano più sottili e piccoli di quelli delle mascelle, che erano dotati di un margine posteriore diritto. La mascella superiore possedeva una trentina di denti, mentre quella inferiore ne possedeva 22.

## Scoperta e classificazione

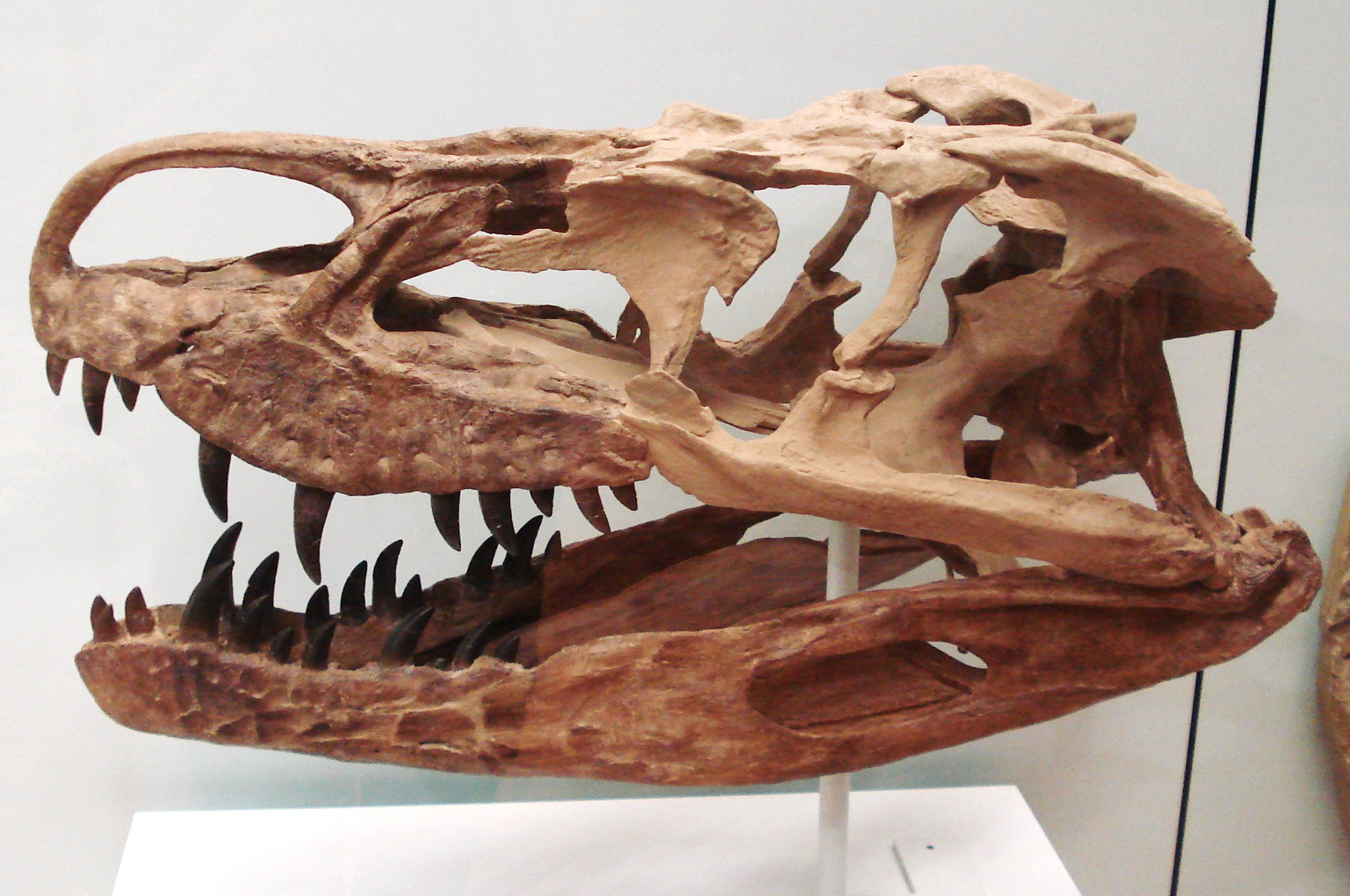
Cranio di Batrachotomus

I resti di batracotomo furono scoperti per la prima volta in Germania meridionale, nei pressi di Kupferzell nella regione di Baden-Württemberg nel 1977 da Johann G. Wegele. I resti risalivano al Triassico medio (tardo Ladinico). Altri resti furono poi scoperti in altre zone della Germania. Inizialmente i resti di Batrachotomus (allora noti come Kupferzellia) furono interpretati da Michael Parrish come appartenenti a un rappresentante della famiglia dei rauisuchidi.
I fossili non vennero però descritti fino al 1999, quando il paleontologo David J. Gower descrisse l'olotipo ritrovato nel 1977. La descrizione dell'anatomia di questo animale gettò luce sulle parentele dell'enigmatico gruppo dei rauisuchi, di cui Batrachotomus faceva parte. In particolare, Batrachotomus apparteneva alla famiglia dei prestosuchidi, grandi arcosauri carnivori descritti per la prima volta nel 1966 da Alfred Sherwood Romer. Altri generi di questa famiglia erano Ticinosuchus, Saurosuchus, Karamuru e Prestosuchus.

## Stile di vita

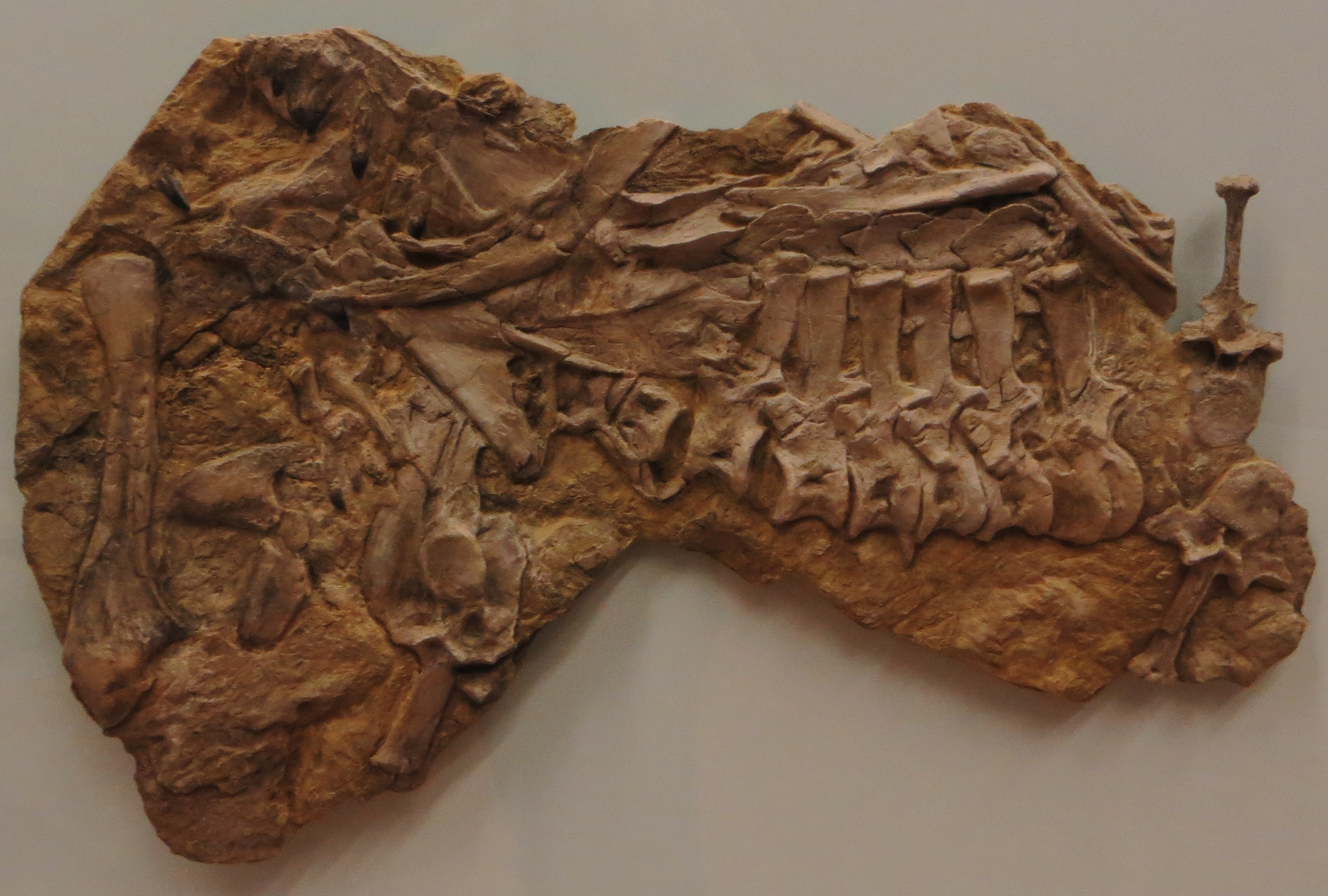
Fossili di Batrachotomus kupferzellensis

Questo animale era senza dubbio uno dei massimi predatori del suo ambiente: le zampe lunghe e robuste, poste quasi al di sotto del corpo, conferivano un vantaggio notevole rispetto agli altri animali dell'epoca, che erano più lenti a causa della diversa articolazione delle zampe. Il nome Batrachotomus significa più o meno “massacratore di anfibi”, dal momento che si ritiene che questo animale predasse il gigantesco anfibio Mastodonsaurus, rinvenuto nello stesso giacimento.